# Pith
Pith ist ein Jazzalbum von Tomas Fujiwaras 7 Poets Trio. Die am 15. April 2023 im Firehouse 12, New Haven (Connecticut), entstandenen Aufnahmen erschienen am 15. September 2023 auf Out of Your Head Records.

## Hintergrund
Im September 2019 legte Tomas Fujiwara mit seinem 7 Poets Trio ein selbstbetiteltes Debütalbum beim französischen Label RogueArt vor. Dem Trio des Schlagzeugers gehörten die Cellistin Tomeka Reid und die Vibraphonistin Patricia Brennan an. Das Cover-Artwork stammt von dem Illustrator TJ Huff, der auch für die weiteren Cover des Labels verantwortlich ist.

## Titelliste
- Tomas Fujiwara: Pith (Out of Your Head Records OOYH 022)

1. Solace 7:12
2. Swelter 4:35
3. Resolve 8:35
4. Josho 8:08
5. Other (Tomas Fujiwara, Tomeka Reid, Patricia Brennan) 6:11
6. Breath  5:58

Wenn nicht anders vermerkt, stammen die Kompositionen von Tomas Fujiwara.

## Rezeption
Das Wort Pith bezieht sich auf den Kern, den Kern von etwas, schrieb S. Victor Aaron (Something Else!). Als der Schlagzeuger und Komponist Tomas Fujiwara sich daran gemacht habe, Musik für sein neues 7 Poets Trio zu schreiben, war das genau das, was er sich vorgenommen hatte, doch er verfolgte einen neuartigen Ansatz, um dorthin zu gelangen. Er begann mit aufwändigen, vielschichtigen Stücken, die durchaus für ein ganzes Orchester geeignet wären, entfernte dann alle Strömungen, die er für überflüssig hielt, und ließ die elementaren Teile übrig, die von drei Musikern übernommen werden könnten. Brennan und Reid würden einen beträchtlichen formalen Hintergrund aus der klassischen Musik sowie dem Jazzbereich mitbringen, perfekt für die Umsetzung von Fujiwaras Vision, die beiden Formen in einer Art aktualisierter, minimalistischer Version des Third Stream zu verschmelzen.
Man könnte fast zu der Überzeugung gelangen, dass es sich bei Pith um eine halbkonventionelle Jazzaufnahme handle, schrieb Mike Borella (Avant Music News). Doch mit „Other“ gebe es eine Gruppenkomposition, die zerklüftet und dennoch strukturiert klinge. Fujiwara trete mit ruhiger Gelassenheit auf, während Reids Bogenspiel weitgehend improvisiert zu sein scheint, da sie Grenzen überschreite. Brennan wiederum sei unermüdlich beschäftigt und lasse diese Gruppe größer klingen als ein Trio.
Die melodische Entwicklung verhalte sich wie ein Staffelsystem, meinte Dave Sumner (Daily Bandcamp), der Taktstock werde nahtlos zwischen den Triomitgliedern weitergegeben, manchmal unauffällig, manchmal schnell über eine kurze Distanz hin und her geworfen, was zu spannenden Momenten führe, in denen dem Ohr Lücken hinterlassen werden, um die Lücken zu füllen. Die Musik sei oft abstrakt, und die Implikation der Struktur durch gezielte Bewegung gespeist. Manchmal sei es eine gemeinsame Richtung und manchmal ein riesiger Spritzer in alle Richtungen gleichzeitig.
Brennans schimmernde, hallende Schwingungen und Reids Cello – das manchmal atmosphärisch dröhne und manchmal wie der Bass von Charles Mingus schlage – würden für mehr als genug Energie sorgen, um den Kopf des Zuhörers zum Wackeln zu bringen, schrieb Phil Freeman in Ugly Beauty/Stereogum, „Swelter“ sei einer der schnelleren Tracks, angetrieben von einer Melodie, die Brennan aus einzelnen Noten und nicht aus Akkorden zu konstruieren scheint, bis sie in traumhafte Variationen übergehe, während Fujiwara hinter ihr und Reid einen grollenden, taumelnden Beat hinlege, mitten im Geschehen mit Nachdruck pochend. Und dann, nach etwa zweieinhalb Minuten, breche die ganze Sache auf höchst spannende Weise auseinander.